# Luc Demullier
Luc Demullier (Oudenaarde, 15 januari 1962) is een Belgisch politicus en voormalig leraar, redacteur, journalist en bestuurder. Tot februari 2018 was hij politicus voor de N-VA.

## Levensloop
Demullier groeide op te Sint-Agatha-Berchem in een gezin met vijf kinderen. Hij volgde de Grieks-Latijnse humaniora aan het Heilig-Hartcollege te Ganshoren. Aan de KULeuven studeerde hij in 1984 af als licentiaat in de Bijbelse filologie; hij is tevens kandidaat in de klassieke filologie en kandidaat in de Oosterse filologie en geschiedenis.
Hij was aanvankelijk leraar Latijn en godsdienst aan het Sint-Victorinstituut in Alsemberg. Daarnaast was hij lokaal correspondent voor het dagblad Het Volk en Het Laatste Nieuws.
In 1989 werd hij aangeworven als journalist bij Het Volk, alwaar hij zich op de Brusselse redactie voornamelijk richtte op de sociaal-economische dossiers. Na de overname van de krant door de VUM in 1994 stapte hij kortstondig over naar de commerciële televisiezender VTM, maar keerde op zijn stappen terug. Eind 1996 werd hij bij Het Volk aangesteld als adjunct-hoofdredacteur en in 1999 volgde hij Jacky Louage op als hoofdredacteur van dit dagblad.
Onder zijn bewind werden Het Volk en Het Nieuwsblad samengebracht in een businessunit en verhuisde de hoofdredactie van de krant van Gent naar de VUM-hoofdzetel te Groot-Bijgaarden. Aldaar werd hij samen met Luc Soens verantwoordelijk voor de kranten Het Nieuwsblad, Het Volk en De Gentenaar. In mei 2002 werd hij op staande voet ontslagen na een meningsverschil met algemeen hoofdredacteur Guido Van Liefferinge over de aanstelling van een nieuwe redactiechef, waarbij Demullier niet was ingelicht. Ook speelde de discussies over het redactioneel beleid van de krant Het Volk een rol in zijn ontslag. Van Liefferinge was hierbij de mening toegedaan dat het dagblad gedifferentieerd diende te worden naar een tabloid in Engelse stijl, terwijl Demullier van mening was dat er blijvend op de troeven van de krant - zijnde sport, sociaal-economische thema's en regionaal nieuws - diende ingezet te worden. Drie maanden voor zijn ontslag was hij, in opvolging van Mon Vanderostyne, commentator geworden van Het Nieuwsblad.
Hiernavolgend ging Demullier aan de slag als medewerker van senator Hugo Vandenberghe, toenmalig voorzitter van de CVP-senaatsfractie, om vervolgens in september 2002 door Luc Van Loon gevraagd te worden als redactiechef van Gazet van Antwerpen. In 2008, onder het hoofdredacteurschap van Luc Rademakers, sloot hij aldaar zijn journalistieke loopbaan af en werd hij directeur van de christelijke non-profitorganisatie Wereld Missie Hulp (WMH). Na een dispuut moest hij ook daar vertrekken.
Begin 2012 kwam hij bij de N-VA terecht waar hij aan de slag ging als woordvoerder en speechschrijver van Vlaams Parlement-voorzitter Jan Peumans. Bij de lokale verkiezingen van 2012 was hij N-VA-lijsttrekker te Sint-Agatha-Berchem en werd hij vervolgens als enige van zijn partij verkozen tot gemeenteraadslid. Hij behaalde 280 voorkeurstemmen.
Bij de parlementsverkiezingen van 25 mei 2014 was hij lijsttrekker van de N-VA-Kamerlijst in Brussel. Hij kreeg 2.965 voorkeurstemmen, maar raakte daarmee niet verkozen.
Kort na de start van de regering-Michel I in oktober 2014 ging hij aan de slag als woordvoerder van Staatssecretaris van 'Wetenschapsbeleid, Armoedebestrijding, Gelijke Kansen en Personen met een Beperking' Elke Sleurs en sinds 2017 van diens opvolger Zuhal Demir. Onder Demir raakte hij die job echter kwijt in september 2017.
Van oktober 2017 tot aan zijn pensionering op 1 mei 2025 werkte hij bij CVO Brussel als leerkracht in het volwassenenonderwijs. 
Op 14 februari 2018 stapte hij uit de N-VA, naar eigen zeggen na pesterijen binnen de lokale N-VA-afdeling.

## Trivia
Luc Demullier is stichtend lid van de vzw Vlaams-Brusselse Media. Die vzw is op 10 maart 2014 opgericht om de vier toenmalige Vlaams-Brusselse mediakanalen onder één dak te brengen. Het ging om het weekblad BDW/Brussel Deze Week, de tv-zender TV Brussel, de website brusselnieuws.be en de stadsradio FM Brussel.
Nadat in 2015 de toenmalige ceo het opdoeken van FM Brussel had aangekondigd, volgde een woelige periode in het nieuwe mediahuis. De raad van bestuur ging daarop over tot het ontslag van de ceo en besloot tot de samensmelting van de 4 mediakanalen, met één grote centrale redactie onder leiding van één hoofdredacteur. Sinds 20 april 2016 opereren de 4 mediakanalen onder de éne nieuwe merknaam  Bruzz.
Begin 2018 beëindigde Demullier zijn mandaat en verliet hij de raad van bestuur van de vzw.